# Gerardo Villanueva Albarrán
Gerardo Villanueva Albarrán (Ciudad de México; 18 de septiembre de 1972) es un político de izquierda mexicano, activista, miembro de Morena.

## Trayectoria
Cursó la Licenciatura en Derecho en la Universidad Nacional Autónoma de México. Desde que era estudiante, comenzó a involucrarse en actividades políticas, principalmente en la Delegación Coyoacán.
Desde 1995 es miembro de la Unión Popular Benita Galeana, organización social fundada en pro de vivienda a sectores sociales vulnerables, pero recientemente criticada por acarreo y clientelismo.
De 1999 a 2000 fue presidente del PRD en la Delegación Coyoacán. En el año 2001 participa en la administración pública en el gobierno del Distrito Federal y dos años más tarde, es elegido diputado por el PRD en la Asamblea Legislativa del Distrito Federal de 2003 a 2006. Posteriormente, en 2009 fue coordinador del programa de comederos comunitarios, establecidos por la Secretaria de Desarrollo Social del Distrito Federal.
En 2012 es electo diputado federal por movimiento Ciudadano y abandona el PRD para participar en la fundación de Morena, el nuevo partido político liderado por Andrés Manuel López Obrador.